# باربورگربه‌ایان
باربورگربه‌ایان (نام علمی: Barbourofelidae) نام یک خانواده از زیرراسته گربه‌سانان است که بین ۲۰ تا ۵ میلیون سال پیش در آمریکای شمالی، اوراسیا و آفریقا می‌زیستند. خانواده شمشیردندان‌نما از بستگان نزدیک گربه‌ایان امروزی محسوب می‌شود.

## فرگشت
باربورگربه‌ایان در آغاز به عنوان یک زیرتیره از شمشیردندان‌نمایان رده‌بندی می‌شدند اما امروزه به عنوان یک تیره مستقل که دارای نزدیک‌ترین خویشاوندی با گربه‌ایان در میان گربه‌سانان هستند شناخته می‌شوند. این جانوران در اوایل دوره میوسن در آفریقا ظاهر شدند و در اواسط این دوره با ایجاد پل خشکی میان آفریقا و اوراسیا باربورگربه‌ایان توانستند در اوراسیا نیز گسترش یابند. باربوروفلیس تنها عضو خانواده باربورگربه‌ایان محسوب می‌شود که توانست به آمریکای شمالی برود.